# Toubkal

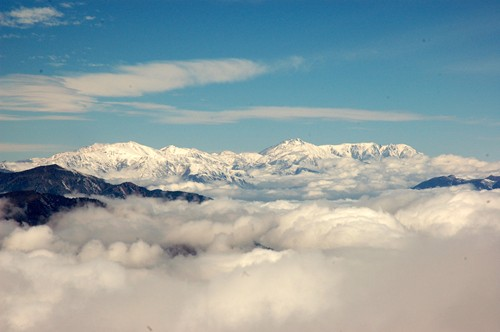
Panoràmica del massís del Toubkal des d'Ukaimeden

El Toubkal o Djebel Toubkal, també anomenat massís del Toubkal (amazic: ⵜⵓⴳⴳ ⴽⴰⵍ, Tugg kal; àrab: توبقال, Tūbqāl), és el cim més alt del Marroc i de la serralada de l'Atles, amb 4.167 m.
Està situat a l'Alt Atles, 60 km al sud de Marràqueix, a la província d'Al Haouz, a 180 km de la costa i a 170 km de la frontera amb Algèria. Representa la zona axial topogràfica de la província d'Alhaouz i és un dels llocs del Marroc on es pot gaudir de la neu durant la major part de l'any.
Els massissos més grans del Marroc :
- Toubkal: 4.167 m,
- M'goun: 4.068 m (Alt Atles central),
- Jbel Sirwa: 3.305 m (entre l'Alt Atles i l'Anti-Atles),
- Jbel Saghro: 2.712 m,
- Jbel Ayachi,
- Bou Iblane.